# Lofiocarpàcies
Lophiocarpaceae és una petita família de plantes amb flors. Conté dos gèneres, Lophiocarpus i Corbichonia, i unes 6 espècies que tenen la seva distribució al sud-oest d'Àfrica, incloent Madagascar.
Aquesta família ha estat reconeguda per sistemes moderns de classificació incloent l'APG III de 2009. Anteriorment, els seus gèneres estaven dins les famílies Molluginaceae, Phytolaccaceae o Aizoaceae però s'ha vist que són un clade monofilètic.

## Descripció
Són plantes herbàcies anuals o perennes, o bé arbusts. Les fulles són simples, sense estípules. El fruit pot ser una càpsula o un aqueni. Les llavors del gènere Corbichonia presenten aril.